# Otto Lederer (Politiker)

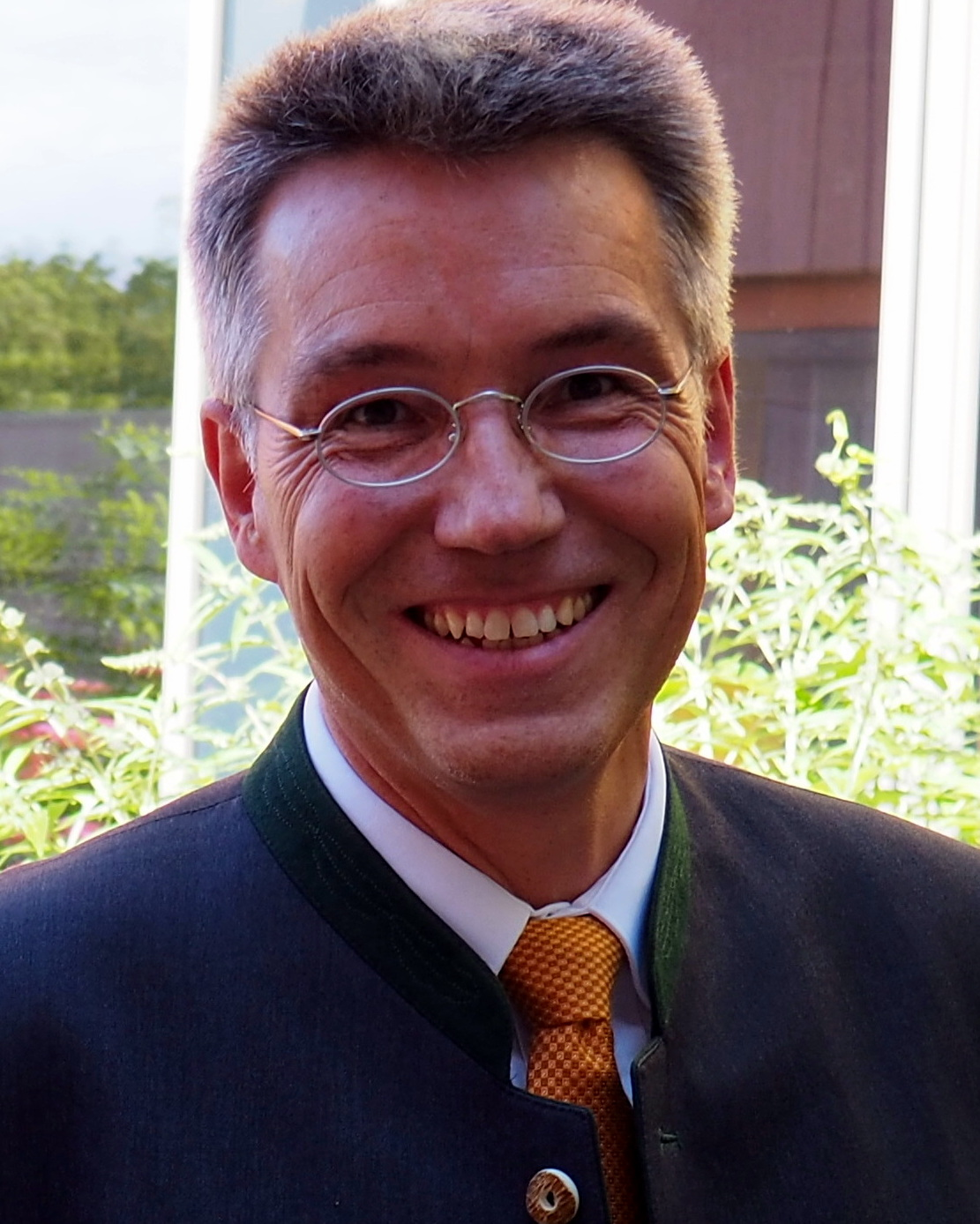
Landrat Otto Lederer

Otto Lederer (* 11. Oktober 1970 in Rosenheim) ist ein deutscher Politiker (CSU) und seit Mai 2020 Landrat des Landkreises Rosenheim. Zuvor war er ab 2013 Landtagsabgeordneter für den Stimmkreis Rosenheim-West.

## Ausbildung, Beruf und Familie
Otto Lederer besuchte zunächst die Volksschule Ostermünchen und wechselte dann 1981 an das Gymnasium Bad Aibling. Dort absolvierte er 1990 das Abitur und leistete anschließend seinen Grundwehrdienst beim 5. Gebirgspionierbataillon 8 in Brannenburg. Von 1991 bis 1996 studierte Lederer an der Ludwig-Maximilians-Universität München Mathematik und Physik für das Lehramt an Gymnasien und legte nach dem Referendariat 1998 die zweite Staatsprüfung ab. Von 1998 bis 2002 arbeitete er zunächst an den Neuhof-Schulen in München und anschließend am Ignaz-Günther-Gymnasium in Rosenheim, zuletzt als Studienrat.
Lederer ist verheiratet und Vater von drei Kindern.

## Politischer Werdegang
Bei den Kommunalwahlen 1996 wurde Lederer zum ersten Mal in den Gemeinderat der Gemeinde Tuntenhausen gewählt. Über dieses Ehrenamt hat Otto Lederer 1997 den Weg zur CSU gefunden. Von 1999 bis 2005 war er auch Mitglied der JU. Von 2002 bis 2013 war Lederer Erster Bürgermeister der Gemeinde Tuntenhausen. Seit 2002 ist er Mitglied des Kreistags im Landkreis Rosenheim. 2008 wurde er zum Vorsitzenden der CSU-Kreistagsfraktion gewählt. Darüber hinaus hat Lederer diverse Ämter innerhalb des CSU-Kreisverbands Rosenheim-Land inne.
Seit 2013 ist Lederer direkt gewählter Landtagsabgeordneter für den Stimmkreis Rosenheim-West. In der 18. Wahlperiode war er Mitglied des Ausschusses für Bildung und Kultus sowie des Ausschusses für Kommunale Fragen, Innere Sicherheit und Sport.
Bei der Kommunalwahl am 15. März 2020 kandidierte Lederer für das Amt des Landrates des Landkreises Rosenheim. Im ersten Wahlgang konnte er bereits mit 41,1 % die meisten Stimmen auf sich vereinen. In der Stichwahl am 30. März 2020 setzte er sich mit 68,8 % gegen seine Herausforderin Ursula Zeitlmann (GRÜNE) durch. Seine Amtszeit begann am 1. Mai 2020. Für ihn rückte Ludwig Spaenle in den Landtag nach.

## Ehrenamt
Ehrenamtlich ist Otto Lederer als stellvertretender Vorsitzender im Katholischen Männerverein Tuntenhausen sowie bei der Freiwilligen Feuerwehr Ostermünchen und beim Trachtenverein „Almarausch“ aktiv. Zudem ist er Mitglied beim VdK, der AWO, dem Trachtenverein „Eichenlaub“ Schönau sowie bei den Ortsvereinen in Ostermünchen wie z. B. dem Sportverein, dem Obst- und Gartenbauverein, dem Maibaumverein und dem Krieger- und Soldatenverein.